# Tramway hippomobile de la baie de Douglas
 (octobre 2022).

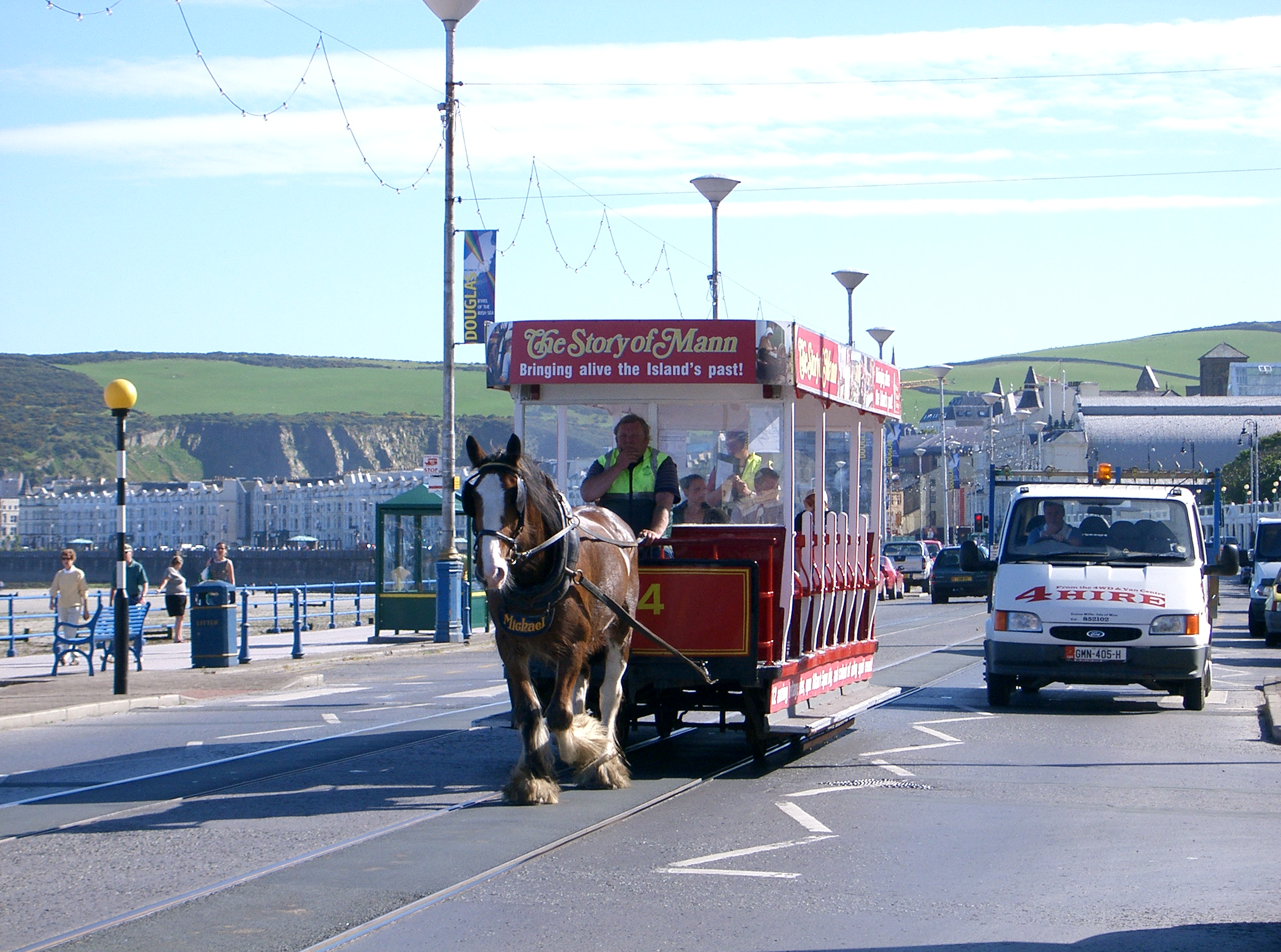
Tramway hippomobile sur la promenade de Douglas.

Le tramway hippomobile de la baie de Douglas est la compagnie de tramway hippomobile qui exerce son activité à Douglas, la capitale de l'île de Man.

## Histoire

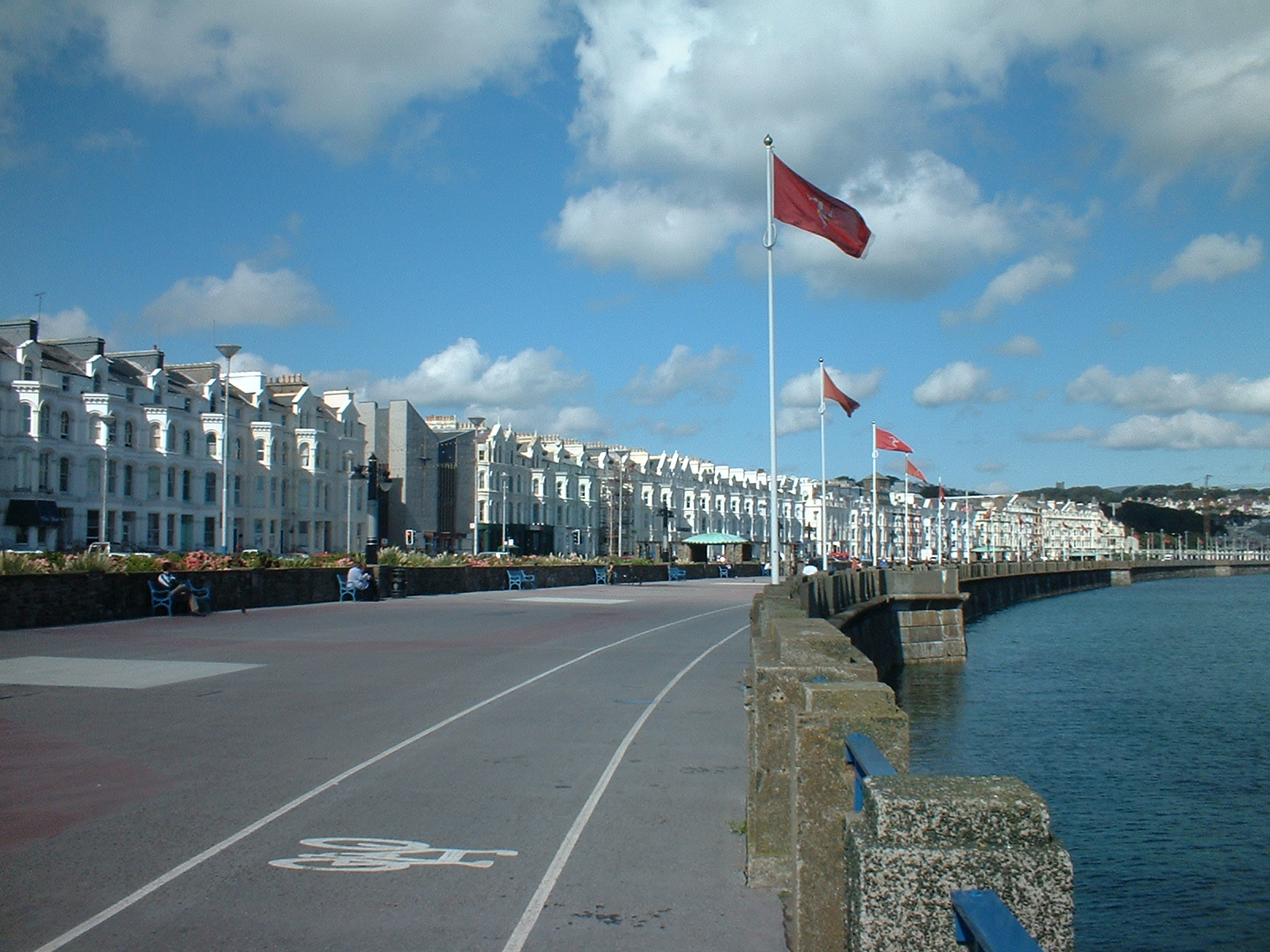
La promenade côtière de Douglas empruntée par le tramway hippomobile

Un moyen de transport hippomobile est envisagé à Douglas dans les années 1870 par Thomas Lightfoot, un ingénieur de Sheffield, afin de tirer profit de l'essor du tourisme sur l'île de Man durant l'époque victorienne. Après avoir obtenu l'Act of Tynwald, Lightfoot construit la première ligne simple au début de l'été 1876 qui relie alors Iron Pier à Burnt Mill Hill (maintenant Summerhill). Elle est inspectée le 7 août de la même année par J. Garrow, le responsable des routes, et semble avoir transporté des passagers à partir de ce jour-ci par le premier conducteur qui semble être Jack Davies originaire d'Onchan. En décembre, la ligne, qui fonctionne tout au long de l'année, est prolongée jusqu'à The Piers le long des promenades Loch et Harris.
Le 6 janvier 1882, Thomas Lightfoot vend son tramway au Isle of Man Tramways Ltd. qui prend alors son aspect actuel à double voie reliant le château de Derby à Victoria Pier. En 1894, la ligne est à nouveau vendue à ce qui deviendra le Isle of Man Tramways and Electric Power Co.Ltd. En raison de la faillite de la Dumbells’ Bank en février 1900, la Douglas Corporation achète le tramway pour la somme de 50 000 livres sterling. Le 2 janvier 1902, la compagnie de tramway exploite 33 voitures de tramway et plus de 60 chevaux.
Durant le XXe siècle, ce tramway hippomobile a ainsi survécu à de nombreux changements et évènements : électrification envisagée dès le début de son exploitation mais définitivement abandonnée en 1908, Première Guerre mondiale, apparition des autobus sur la promenade en 1926, instauration d'un service exclusivement estival (de mai à fin septembre) à partir du 2 novembre 1927, Seconde Guerre mondiale lorsque la ligne est vendue et ses voitures stockées au château de Derby entre 1939 et mai 1946.
À l'occasion de ses 80e, 100e et 125e (le 7 août 2001) anniversaires, une parade formée par l'ensemble des voitures et des chevaux parcourt la totalité de la ligne. Durant l'hiver 1999-2000, une grande partie des écuries datant de 1896 ont été reconstruites et agrandies avec quinze nouveaux boxes pour chevaux.

## Caractéristiques

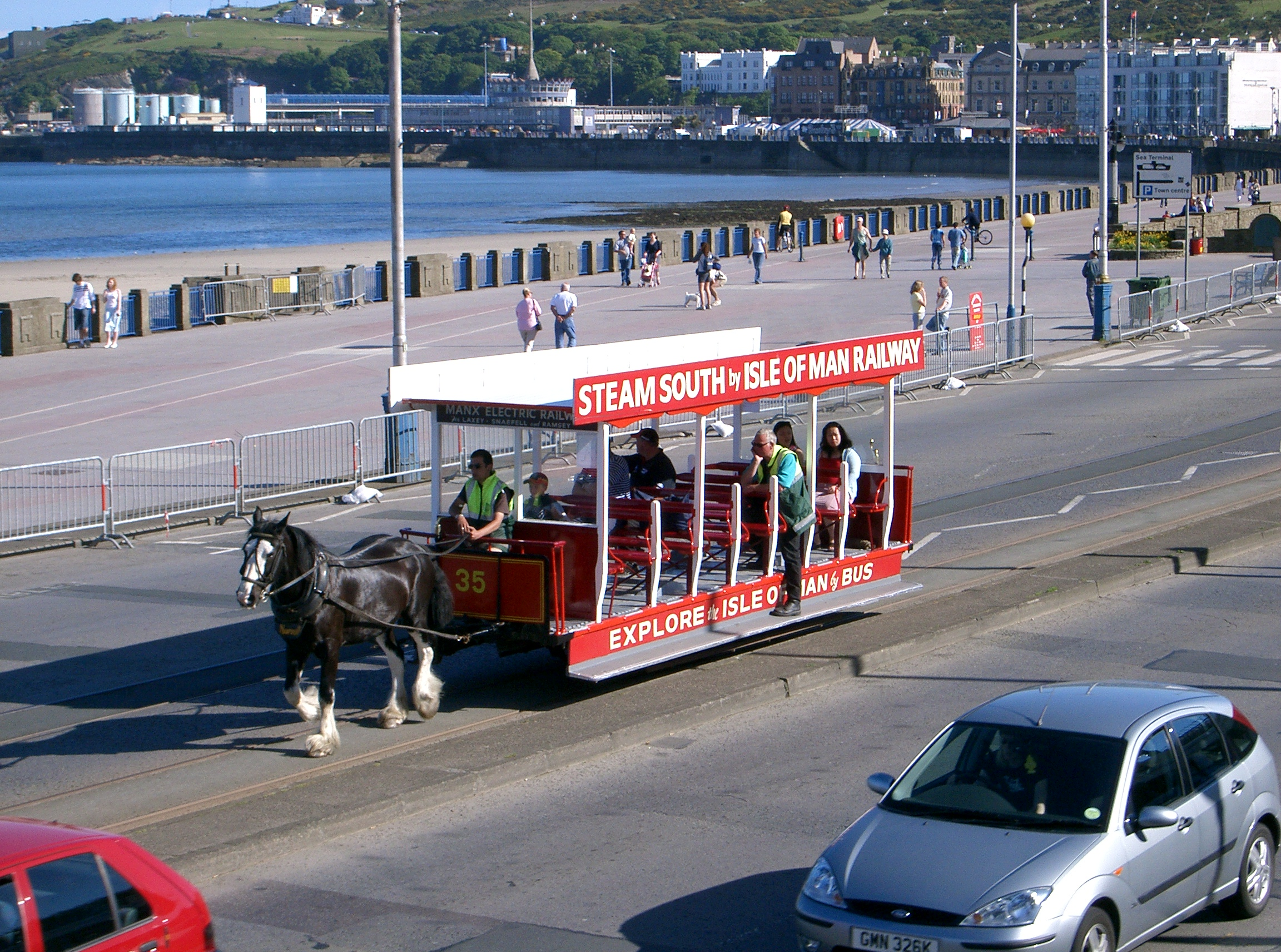
Tramway hippomobile sur la promenade de Douglas.

Son trajet suit la promenade côtière de Douglas longue de 2,8 kilomètres, entre le terminus sud de Victoria Pier et le terminus nord du château de Derby, constituant l'extrémité sud du chemin de fer électrique mannois.
Les rails ont un écartement de 3 pieds (914 millimètres). La compagnie totalise 23 tramways traditionnels et 45 chevaux, ces derniers effectuant trois aller-retours par jour. Durant la période hivernale où le tramway ne fonctionne pas, les chevaux qui pendant la saison touristique sont logés dans des boxes à Douglas, sont mis au vert dans divers pâturages de l'île.
Le tramway a notamment été emprunté par la reine Élisabeth II, la Reine Mère, la Princesse Anne, la Princesse Margaret et le Duc d'Edimbourg.
La compagnie, une des rares compagnies de tramways hippomobiles en activité dans le monde et la seule restante au Royaume-Uni, est la propriété et est exploitée par le Conseil du district de Douglas.